# Щёголев, Александр Петрович
Александр Петрович Щёголев (30 июля 1832 — 22 апреля 1914, Москва) — генерал-лейтенант (30.08.1888) Русской императорской армии, защитник Одессы при нападении англо-французского флота и герой русско-турецкой войны 1877—1878 годов.

## Биография
Александр Петрович Щёголев родился предположительно 30 июля (11 августа) 1832 года.
Образование получил в Дворянском полку, из которого 13 августа 1852 года выпущен прапорщиком в полевую пешую артиллерию. Служил в Николаеве в артиллерийской № 14 батарее.
Во время Крымской войны находился в Одессе, где командовал 6-й береговой батареей и 20 апреля 1854 года был удостоен ордена Святого Георгия 4-й степени (№ 9296 по кавалерскому списку Григоровича — Степанова)
В воздаяние примерного мужества и самоотвержения, оказанных 10-го Апреля сего года, при покушении, сделанном противу города Одессы соединенными Английским и Французским флотами, где, начальствуя батареею, сражался сначала четырьмя, а потом двумя орудиями, под перекрестными выстрелами неприятельских судов, в продолжение 6-ти часов, имея против себя в последнее время более 350 орудий.
Также за отличие был произведён через два чина в штабс-капитаны.
По окончании военных действий Щёголев продолжил службу в артиллерии и в 1865 году был произведён в подполковники и в 1872 году в полковники и назначен флигель-адъютантом. Кроме того, в 1868 году он был награждён орденом Святой Анны 2-й степени и в 1870 году ему была пожалована к этому ордену императорская корона.
Во время русско-турецкой войны 1877—1878 годов Щёголев командовал 2-й гренадерской артиллерийской бригадой, за отличие 29 октября 1878 года был произведён в генерал-майоры (со старшинством от 28 ноября 1877 года) и зачислен в Свиту Е. И. В. с припиской «Герой Одессы 1854 года». В 1878 году он получил орден Святого Владимира 4-й степени с бантом (за выслугу), а в 1879 году ему был пожалован орден Святого Владимира 3-й степени с мечами (за боевые заслуги).
С 1880 года до марта 1888 года командовал 1-й гренадерской артиллерийской бригадой и затем до июля 1888 года являлся исправляющим должность начальника артиллерии 4-го армейского корпуса. 30 августа 1888 года был зачислен в запас с производством в генерал-лейтенанты.
Последней наградой Щёголева был орден Святого Станислава 1-й степени, полученный им в 1884 году.
Скончался 22 апреля (5 мая) 1914 года в Москве. Похоронен 24 апреля 1914 года на Ваганьковском кладбище.

## Награды
- Орден Святого Георгия 4-й степени за отличие при защите Одессы от нападения англо-французского флота (20.04.1854)
- Орден Святого Станислава 2-й степени (1860)
- Императорская корона к ордену Святого Станислава 2-й степени (1864)
- Орден Святой Анны 2-й степени (1868)
- Императорская корона к ордену Святой Анны 2-й степени (1870)
- Орден Святого Владимира 4-й степени с бантом (1878)
- Орден Святого Владимира 3-й степени с мечами за отличие в русско-турецкой войне 1877—1878 гг. (1879)
- Орден Святого Станислава 1-й степени (30.08.1884)

## Семья
Сын А. П. Щёголева — Владимир Александрович Щёголев, также артиллерист, полковник русской императорской армии и генерал-майор ВСЮР.